# 評定始
評定始（ひょうじょうはじめ）とは、中世日本の権門において、年始にその年最初の評定を行う際に行った儀式のこと。

## 幕府における評定始
幕府においては、年始及び将軍就任時に初めて評定衆を集めて開く評定の際に行われていた。

### 鎌倉幕府
嘉禄元年（1225年）、鎌倉幕府に評定衆が設置されて以来、重要な政務は評定によって決定されたが、13世紀後期に年始の行事の一環として毎年1月中旬の1日に執権・連署以下を召集して評定始を行うようになった。奉行人が折紙に記した正月の神事などの議題3つを読み上げて将軍の決裁を得た後に、三献を開いた。

### 室町幕府
室町幕府にも評定衆とともにこの儀式が継承された。毎年1月11日（応永年間後期以後）、管領以下を召集して開催され、まず奉行人より任命された右筆が祝詞を述べ、管領や評定衆が将軍に対して太刀を献上し、将軍側からも太刀を下賜するなど鎌倉期に比べて形式的な要素が強くなった。更に足利義満以後、将軍の親裁が強まり、管領や評定衆の発言力の強い評定よりも自らの主導権が発揮できる御前沙汰に審議の場を移し、形式的な評定始を行った後に改めて御前沙汰始を開いて年始最初の政務とするようになり、応仁の乱以後は全く形骸化した。

## 院政における評定始
院政においても鎌倉幕府の影響を受けて後嵯峨上皇の院政下である寛元4年（1246年）より院評定が開催されたが、ここでも評定始が開かれた。文永3年（1263年）に最古の評定始の記録がある。また、院政開始後最初の評定始は特に文殿始（ふどのはじめ）とも呼ばれ、両統迭立によって院政の継続が不安定な時代になると、院政開始を印象付ける行事として重んじられた。南北朝時代にも継承されたが、院政の機能が室町幕府に吸収された14世紀末期には形骸化した。

## 寺院における評定始
寺院内部においても大衆が寺院内外の重要決定をする際に評定が召集され、寺院の年始の行事の一環として評定始が開かれていた。